# Lijst van rijksmonumenten in Haarlem-Oost

Map - NL - Haarlem - Wijk 03 Haarlem-Oost

De stad Haarlem telt 1148 inschrijvingen in het rijksmonumentenregister. Hieronder een overzicht van de 13 rijksmonumenten die zich in Haarlem-Oost bevinden.
| Object                                        | Oorspronkelijke functie?  | Bouwjaar              | Architect   | Locatie                | Coördinaten?                  | Nr.?   | Afbeelding        |
| --------------------------------------------- | ------------------------- | --------------------- | ----------- | ---------------------- | ----------------------------- | ------ | ----------------- |
| Boerderij. Zeer fraai gelegen aan het Spaarne | Boerderij                 | eerste kwart 18e eeuw |             | Hendrik Figeeweg 2     | 52° 23' 26" NB, 4° 39' 3" OL  | 19274  | Meer afbeeldingen |
| De Veer                                       | Industrie- en poldermolen | 2001                  |             | Oudeweg 1              | 52° 23' 26" NB, 4° 40' 24" OL | 19871  | Meer afbeeldingen |
| koepelgevangenis: directeurswoning            | Dienstwoning              | 1899-1901             |             | Harmenjansweg 2        | 52° 23' 0" NB, 4° 38' 42" OL  | 513313 | Meer afbeeldingen |
| koepelgevangenis: administratiegebouw         | Gebouw                    | 1899-1901             |             | Harmenjansweg 4        | 52° 23' 1" NB, 4° 38' 42" OL  | 513314 | Meer afbeeldingen |
| koepelgevangenis: cellengebouw                | Gerechtsgebouw            | 1899-1901             |             | Harmenjansweg 4        | 52° 23' 1" NB, 4° 38' 45" OL  | 513315 | Meer afbeeldingen |
| koepelgevangenis: adjunctdirecteurswoning     | Dienstwoning              | 1899-1901             |             | Harmenjansweg 6        | 52° 23' 2" NB, 4° 38' 43" OL  | 513316 | Meer afbeeldingen |
| koepelgevangenis: bewaarderswoning            | Dienstwoning              | 1899-1901             |             | Harmenjansweg 8 t/m 26 | 52° 23' 2" NB, 4° 38' 44" OL  | 513317 | Meer afbeeldingen |
| koepelgevangenis: verbindingsgang             | Woonhuis                  | 1899-1901             |             | Harmenjansweg bij 2    | 52° 23' 0" NB, 4° 38' 42" OL  | 513318 | Upload foto       |
| koepelgevangenis: tuinhek                     | Erfscheiding              | 1899-1901             |             | Harmenjansweg bij 2    | 52° 22' 60" NB, 4° 38' 42" OL | 513319 | Upload foto       |
| koepelgevangenis: ringmuur                    | Erfscheiding              | 1899-1901             |             | Harmenjansweg bij 4    | 52° 23' 1" NB, 4° 38' 48" OL  | 513320 | Upload foto       |
| Droste Cacao (Chocoladefabriek)               | Industrie                 | 1911-1921             |             | Harmenjansweg 129      | 52° 23' 14" NB, 4° 39' 1" OL  | 513360 | Meer afbeeldingen |
| Voormalige turbinehal                         | Nutsbedrijf               | 1902                  |             | Harmenjansweg bij 131  | 52° 23' 13" NB, 4° 39' 6" OL  | 513437 | Meer afbeeldingen |
| H. Pastoor van Arskerk                        | Kerk en kerkonderdeel     | 1958-1960             | Gerard Holt | Prinses Beatrixplein 4 | 52° 22' 44" NB, 4° 39' 42" OL | 532219 | Meer afbeeldingen |

Centrum:
Bakenessergracht ·
Frankestraat ·
Gedempte Oude Gracht ·
Gierstraat ·
Groot Heiligland ·
Grote Houtstraat ·
Grote Markt ·
Jansstraat ·
Kenaupark ·
Klein Heiligland ·
Kleine Houtstraat ·
Kleine Houtweg ·
Koningstraat ·
Nieuwe Gracht ·
Parklaan ·
Spaarnwouderbuurt ·
Wilhelminastraat ·
Zijlstraat

Zuid-West:
Florapark ·
Floraplein ·
Wagenweg 

Haarlem-Oost

Schalkwijk

Noord:
Begraafplaats Kleverlaan ·
Spaarndam 